# SA-4
SA-4  foi o quarto lançamento do Saturno I e o último da fase de testes de primeiro estágio (S-I) para o Programa Apollo da NASA. Lançado do Cabo Canaveral em 28 de março de 1963, o voo teve duração de 15 minutos. A missão foi um sucesso em todas as etapas.
Como nos voos anteriores SA-1, SA-2 e SA-3, a missão do SA-4 era testar a integridade estrutural do foguete, desta vez, com uma simulação de falha no motor durante o voo. Um motor do SA-4 estava programado para desligar 100 segundos após o lançamento, e o seu sistema deveria redistribuir o combustível entre os motores. De forma a manter a queima por mais tempo e compensar a perda de aceleração. O SA-4 voou com um segundo estágio artificial do projeto aerodinâmico do segundo estágio real e com a antena projetada para o bloco II do foguete.
Para testar os retrofoguetes, que seriam usados para a separação de estágios em missões posteriores, o foguete alcançou uma altura máxima de 129 quilômetros e acionou os retrofoguetes. 